# Val-au-Perche
Val-au-Perche es una comuna nueva francesa situada en el departamento de Orne, de la región de Normandía.

## Historia
Fue creada el 1 de enero de 2016, en aplicación de una resolución del prefecto de Orne de 25 de septiembre de 2015 con la unión de las comunas de Gémages, La Rouge, Le Theil, L'Hermitière, Mâle y Saint-Agnan-sur-Erre, pasando a estar el ayuntamiento en la antigua comuna de Le Theil.

## Demografía
| Gráfica de evolución demográfica de Val-au-Perche entre 1800 y 2013 |
|                                                                     |

Los datos entre 1800 y 2013 son el resultado de sumar los parciales de las seis comunas que forman la nueva comuna de Val-au-Perche, cuyos datos se han cogido de 1800 a 1999, para las comunas de Gémages, La Rouge, Le Theil, L'Hermitière, Mâle y Saint-Agnan-sur-Erre de la página francesa EHESS/Cassini. Los demás datos se han cogido de la página del INSEE.

## Composición
| Comuna delegada      | Código INSEE | Población (2013) | Superficie (km²) | Densidad (hab./km²) |
| -------------------- | ------------ | ---------------- | ---------------- | ------------------- |
| Gémages              | 61185        | 126              | 6.47             | 19                  |
| La Rouge             | 61356        | 710              | 11.74            | 60                  |
| Le Theil             | 61484        | 1800             | 9.53             | 189                 |
| L'Hermitière         | 61204        | 268              | 8.34             | 32                  |
| Mâle                 | 61246        | 763              | 21.90            | 35                  |
| Saint-Agnan-sur-Erre | 61359        | 153              | 5.28             | 29                  |